# Kairuku
Kairuku (il cui nome in lingua Māori significa "tuffatore che torna con il cibo") è un genere estinto di pinguino gigante. Si tratta di uno dei pinguini più alti e pesanti finora scoperti, dal peso di circa il 50% in più dei moderni pinguini imperatore. Possedeva un corpo snello e allungato, con becco allungato e sottile, era inetto al volo, e visse in quella che è oggi la Nuova Zelanda durante il tardo Oligocene, estinguendosi circa 25 milioni di anni fa. Le prime ossa furono scoperte nel 1977, ma fu classificato solo nel 2012. Al momento il genere contiene due specie K. grebneffi e K.waitaki.

## Descrizione
La specie più grande di Kairuku, il K. grebneffi era alto fino a 1,50 metri (4,9 ft), anche se l'altezza media era di circa 1,30 metri (4,3 ft), per un peso di circa 60 kg (130 libbre), ossia il 50% in più dei moderni pinguini imperatore. La specie K. grebneffi aveva l'omero più lungo di qualsiasi altro pinguino esistente o estinto. Uno delle differenze più evidenti dagli altri pinguini era il becco lungo e sottile, oltre che alla forma più snella del corpo e al collo allungato, inoltre le sue ali erano molto più lunghe e flessibili, delle specie moderne. Le gambe erano corte e grosse, simili a quelle delle forme moderne. Le principali differenze tra la specie K. grebneffi e la specie K. waitaki, erano le spaziature tra vertebre e la forma del becco che in K. grebneffi era dritta mentre la specie K. waitaki aveva la punta del becco ricurva. Inoltre, tutti gli esemplari noti della specie K. grebneffi sono più grandi della seconda specie, tuttavia la mancanza di altri materiali fossili non permette di classificare tale come una caratteristica diagnostica.

## Storia della scoperta
I primi fossili di Kairuku furono scoperti nel 1977, da Ewan Fordyce, anche se all'epoca tali resti non furono classificati. Nel febbraio del 2012, un team internazionale di scienziati guidati da Fordyce e Daniel Ksepka ricostruirono lo scheletro della specie K. grebneffi usando alcuni "esemplari chiave" per completare lo scheletro, provenienti dalla formazione Kokoamu Greensand, del Nord Otago e Sud Canterbury, in Nuova Zelanda. Gli esemplari utilizzati rappresentano alcuni degli scheletri più completi mai ritrovati di qualsiasi altro pinguino estinto, e, quindi, forniscono preziose informazioni in generale su buona parte dei pinguini giganti estinti dell'epoca. Durante la ricostruzione dello scheletro, la fisionomia del pinguino reale è stata usata come modello.
Il nome Kairuku fu dato alla specie da Andrew Grebneff, un paleontologo della University of Otago, morto nel 2010. Il nome del genere Kairuku significa "tuffatore che torna con il cibo", in lingua Māori. L'olotipo fu rinvenuto nel 1991, in un bacino idrografico del torrente Waipati, un affluente del fiume Maerewhenua.

## Paleoecologia
Il Kairuku probabilmente utilizzava il suo lungo becco sottile per arpionare piccoli pesci e calamari. Probabilmente, era un eccellente nuotatore in grado di immergersi e nuotare molto più lontano dei moderni pinguini, diventando una preda di predatori marini come lo Squalodon.
Il Kairuku visse in quella che oggi è la Nuova Zelanda, durante il tardo Oligocene, circa 25-27 milioni di anni fa. A quel tempo, l'area era costituita in gran parte di isole rocciose nell'oceano. Si ritiene che questi affioramenti rocciosi fornissero delle ottime zone di riproduzione e di nidificazione per questi uccelli che avevano così facile accesso al mare circostante. Il Kairuku condivideva questo habitat con almeno altre quattro specie di pinguino, tra cui Archaeospheniscus. È probabile che ogni specie, si alimentasse di diversi tipi di pesce.
Il Kairuku fu uno degli ultimi pinguini giganti. La causa dell'estinzione di questi animali non è del tutto chiara, ma è probabilmente correlata al drastico cambiamento ambientale. Altre ipotesi possibili includono l'arrivo di nuovi predatori sulle isole dove nidificava o una maggiore competizione per il cibo.